# 2008年库车爆炸案
2008年库车爆炸案是中国新疆维吾尔自治区阿克蘇地區库车县于2008年8月10日发生连环自杀式袭击事件，中国官方将此次事件定性为“恐怖袭击”。袭击发生在当地政府办公楼、公安局和武警哨所，一名维吾尔族保安丧生，两名警察和两名平民受伤。警方击毙八名恐怖分子，抓获两人，另有两人自我引爆后身亡，三名恐怖分子逃跑。 由于时值北京奥运期间，及6天前喀什亦发生袭击，事件格外引人关注。

## 相关事件
4月10日新疆警方破获两起针对北京奥运暴力恐怖案件，8月4日喀什驾车袭击事件。8月12日上午9点,新疆喀什疏勒县再次发生暴力袭击。在亚曼牙乡的检查站，为数众多的袭击者从途经检查站的车上跳下，刺死三名检查人员，刺伤1人。8月连续发生3次袭击，9月10日努尔·白克力就此在自治区干部大会上发表讲话。